# Зеленобрюхий морский петушок
Зеленобрюхий морский петушок (лат. Alectrias benjamini) — вид морских лучепёрых рыб из семейства стихеевых (Stichaeidae).
Максимальная длина тела до 10 см, средняя 5. Донная рыба, встречается на глубине от 0 до 20 м.
Обитает в северо-западной части Тихого океана: южные Курильские острова, залив Анива, Япония от Хоккайдо до северного Хонсю, Японское море от Татарского пролива до Корейского полуострова; Желтое море в Чефу и залив Похай.
Встречается в приливных лужах у скалистых берегов, среди скал и зарослей водорослей в бухтах. Самки охраняют свои кладки.
Для человека зеленобрюхий морский петушок безвреден и коммерческой ценности не имеет. Его охранный статус не оценивался.